# Myrcia exploratoris
Myrcia exploratoris är en myrtenväxtart som beskrevs av Mcvaugh. Myrcia exploratoris ingår i släktet Myrcia och familjen myrtenväxter. Inga underarter finns listade i Catalogue of Life.